# Congres van Berlijn

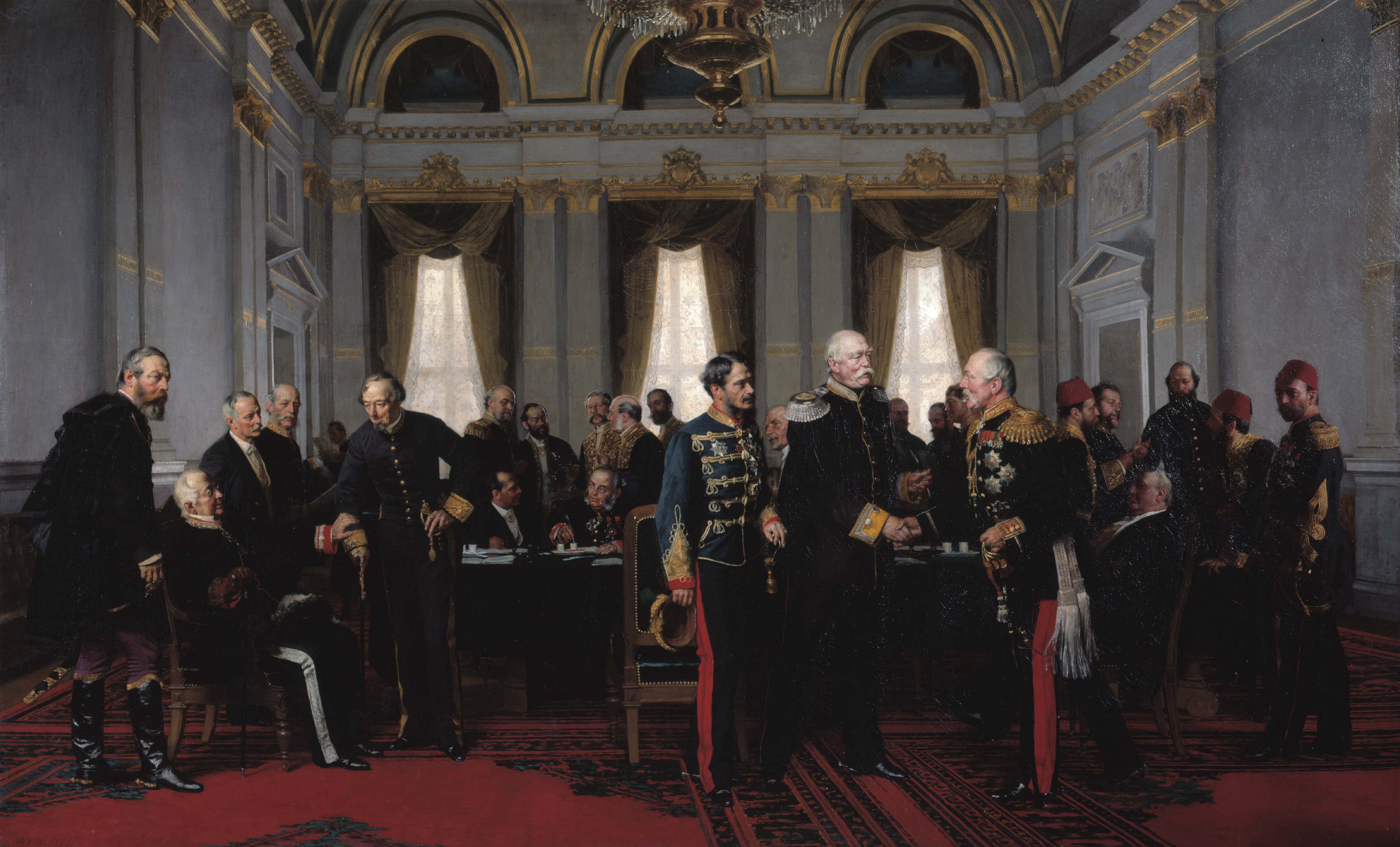
Congres van Berlijn (Anton von Werner)

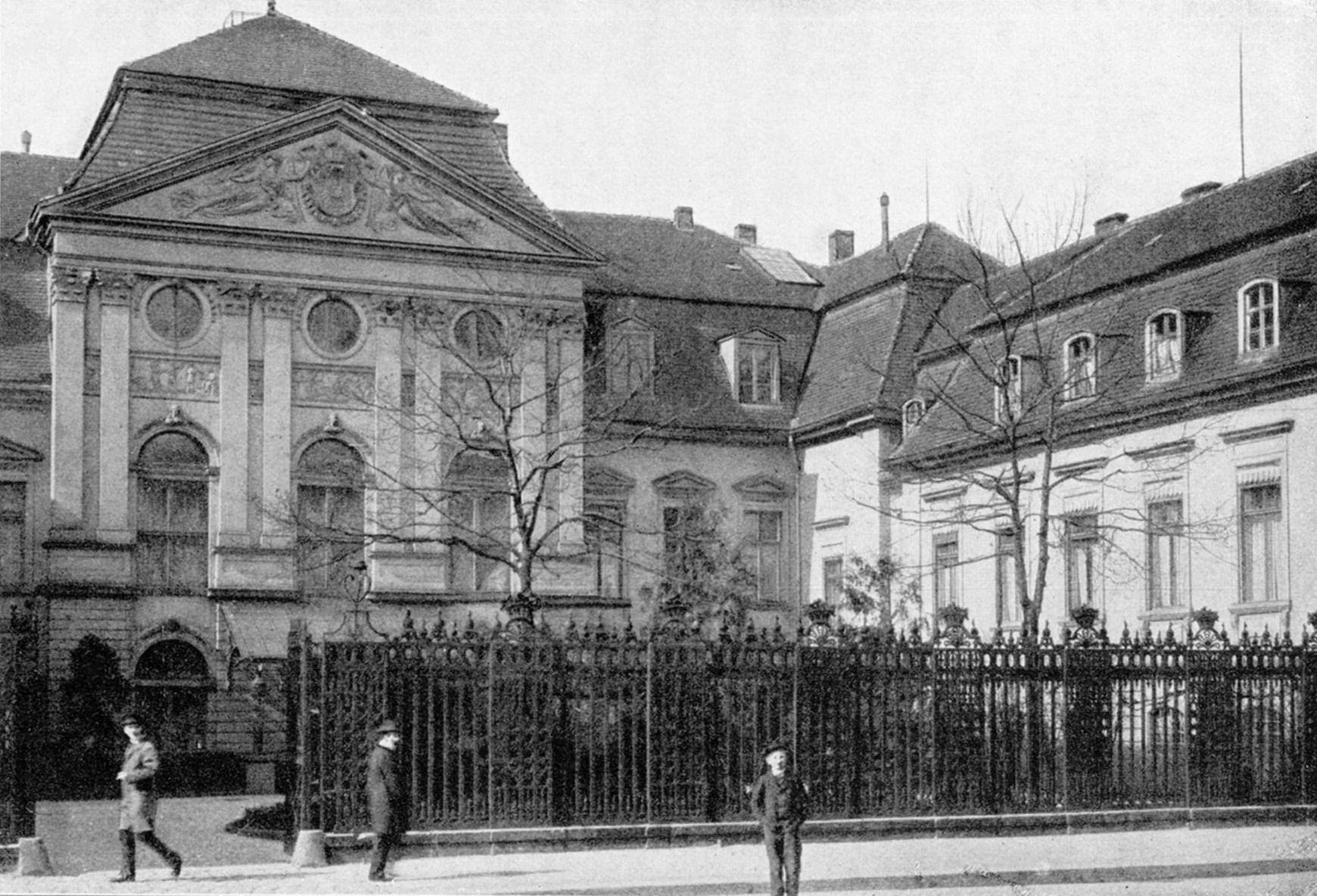
Het Reichskanzlerpalais, waar het congres plaatsvond

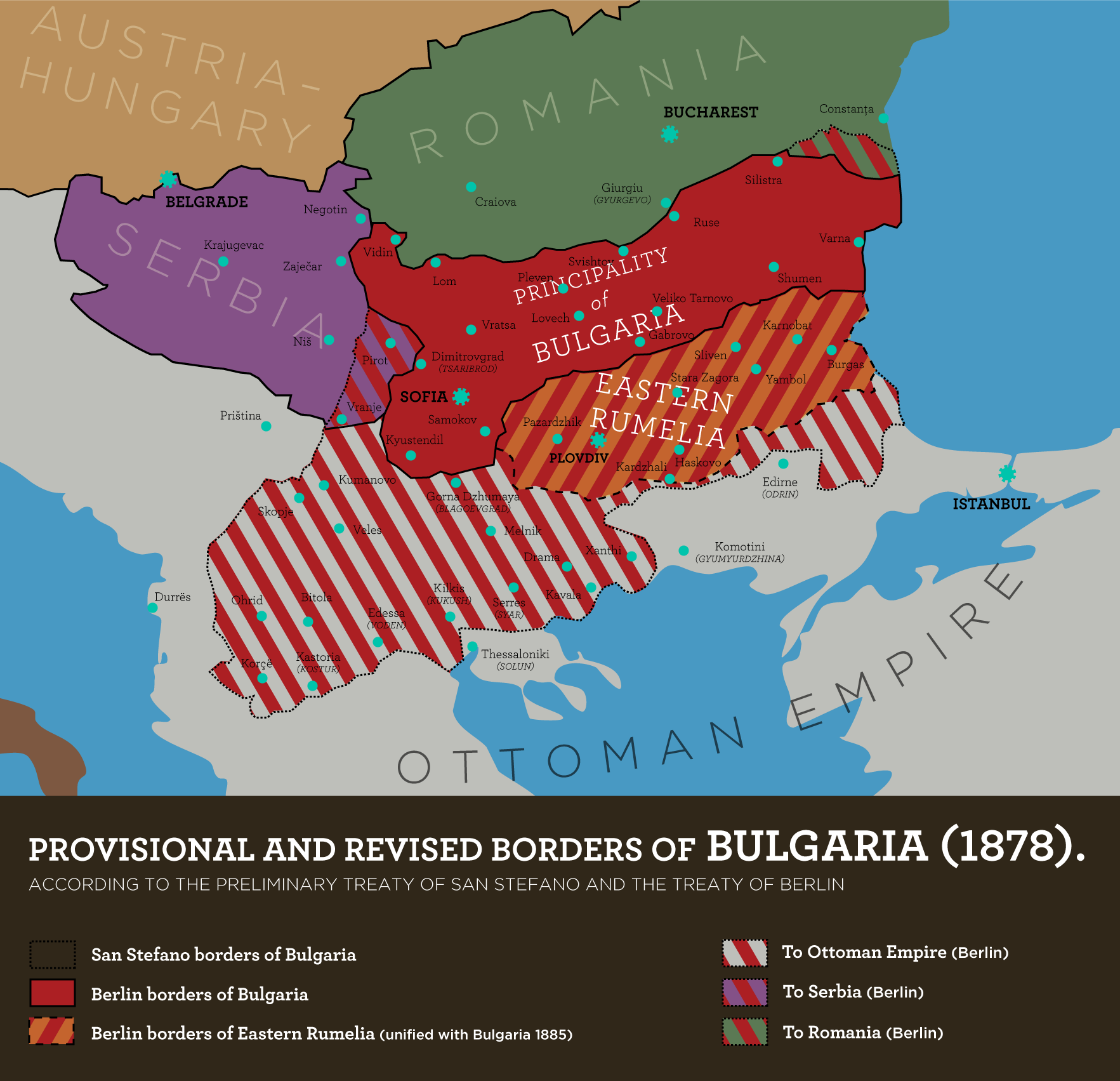
Verdeling van de Balkan na het Vrede van San Stefano en na het Congres van Berlijn

Tijdens het Congres van Berlijn in 1878 werd onder leiding van de Duitse rijkskanselier Otto von Bismarck de Oosterse kwestie opgelost.
Tijdens de Russisch-Turkse Oorlog (1877-1878) maakte Groot-Brittannië zich zorgen over zijn aandelen in het Suezkanaal. Na afloop van deze oorlog had Rusland de Ottomanen de Vrede van San Stefano opgelegd, die Rusland en Bulgarije de macht over de Balkan zou verschaffen. De verdere inname van Centraal-Azië door Rusland stond de grote Europese machten bovendien niet aan. Oostenrijk-Hongarije en Engeland protesteerden en al snel dreigde een oorlog.
Bismarck had hier geen behoefte aan en nodigde daarom Engeland, Frankrijk, Rusland, Oostenrijk-Hongarije, Italië en het Ottomaanse rijk uit op het Congres van Berlijn. Hier zou de kwestie worden opgelost en de wereld opnieuw worden ingedeeld. Officieel zouden alle mogendheden op voet van gelijkheid aan tafel zitten. In feite kwamen slechts de landen aan het woord die Bismarck aan het woord wilde laten. De Ottomanen waren slechts uitgenodigd om hun grondgebied af te staan en werden verder genegeerd en vernederd. Een van hun afgevaardigden, Mehmed Ali Pasha, was van huis uit een Duitser en werd om die reden door Bismarck als verrader gezien en consequent genegeerd.
Andere landen mochten al blij zijn als hun diplomaten op culturele evenementen rondom de conferentie aanwezig mochten zijn. Slechts de Grieken werd het veroorloofd een halfuur te spreken. De Roemenen konden dit slechts via hun beschermheer Italië en Bulgarije via Rusland. Servië had het bij de Russen verbruid en werd vrijwel genegeerd.
De Franse expansieplannen in Afrika werden ook aangekaart. Groot-Brittannië en Italië klaagden over de Russische invloed in de Middellandse Zee. Oostenrijk-Hongarije en Italië waren ongelukkig met de Russische uitbreiding in de Balkan.
Als eerste werden enkele regelingen uit de Vrede van San Stefano gematigd. Rusland werd gedwongen het grootste deel van zijn overwinningen af te staan aan de andere grootmachten. Bismarck bemiddelde en Groot-Bulgarije werd verdeeld onder het Ottomaanse rijk, Servië en Roemenië. Zuid-Bulgarije, beter bekend als Oost-Roemelië, werd aan de Ottomaanse sultan teruggegeven. Slechts een klein semi-onafhankelijk Noord-Bulgarije bleef over. Oostenrijk-Hongarije werd – tot ongenoegen van Servië – belast met het toezicht op Bosnië en Herzegovina. Meteen na het congres trokken Oostenrijkse troepen Bosnië en Herzegovina binnen. Daar werden ze niet gezien als bevrijders van het Ottomaanse juk, maar als vijanden. Aan Oostenrijkse zijde vielen vele doden en gewonden. In Wenen werden allerlei noodhospitalen ingericht, onder andere in het paleis Schönbrunn.
Tegen de wil van het Ottomaanse rijk nam Groot-Brittannië Cyprus in bezit. Als compensatie voor het Russische verlies werd dat land de Kaukasus aangeboden. En omdat de Fransen hier een probleem in zagen, werd hen Tunesië aangeboden. Italië protesteerde hiertegen, omdat het grote economische belangen had in Tunesië en dat land zelf als kolonie wenste. Thessalië werd aan Griekenland gegeven, de Dobroedzja ging naar Roemenië, maar dat land moest dan wel Bessarabië afstaan aan Rusland.
Bismarck had zijn doel bereikt. Groot-Brittannië was namelijk tevredengesteld met Cyprus en Frankrijk met Afrika – wat het land hopelijk zou afleiden van het verlies van Elzas-Lotharingen – terwijl de Oostenrijkse bondgenoot een deel van de koek kreeg en daarmee sterker aan Duitsland werd gebonden. Toch was er wrevel: Rusland was teleurgesteld over Bulgarije, terwijl Engeland en Oostenrijk vonden dat het al veel te veel kreeg. De Ottomanen waren boos en voelden wrevel tegen alle grootmachten, terwijl de Britten zorgelijk naar de Franse uitbreiding in Afrika keken. Er was vrede, maar de Europese machten waren tegen elkaar uitgespeeld. De kans op een anti-Duitse coalitie was hierdoor kleiner dan ooit en dat was het belangrijkste doel van Bismarck geweest.